# Żelistrzewo
Żelistrzewo is een plaats in het Poolse district Pucki, woiwodschap Pommeren. De plaats maakt deel uit van de gemeente Puck en telt 2303 inwoners.

## Verkeer en vervoer

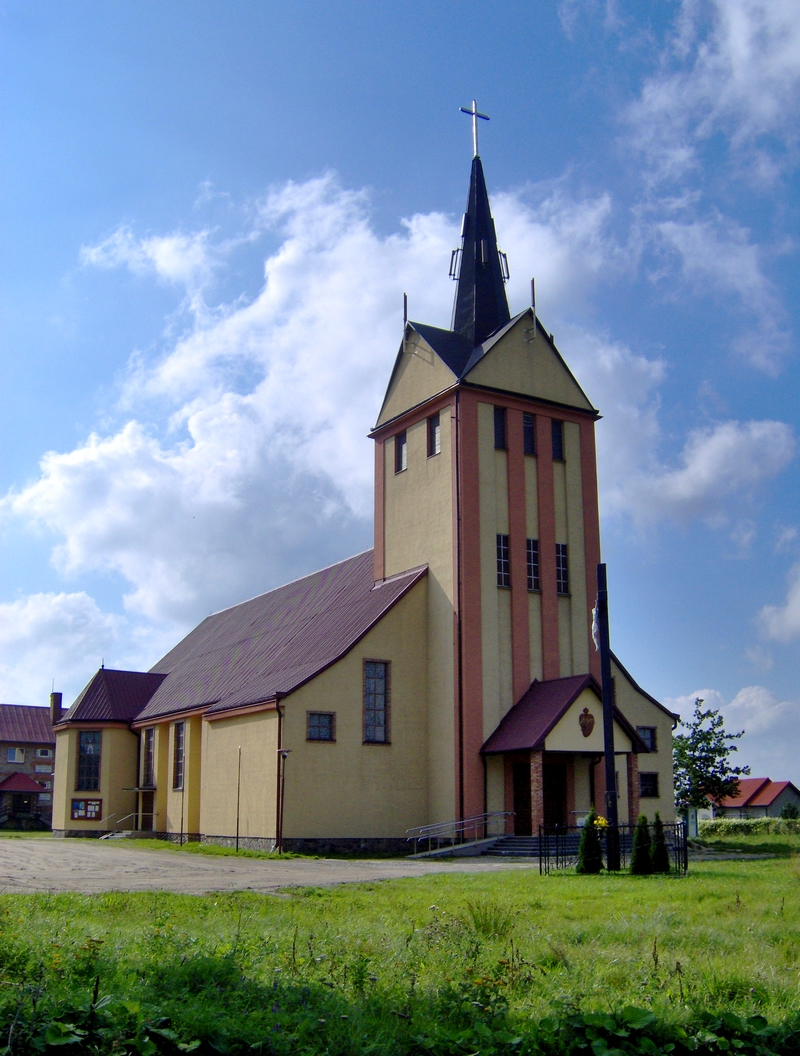
Kerk

- Station Żelistrzewo